# Мартас Винјард
Мартас Винјард (енгл. Martha's Vineyard) је острво САД које припада савезној држави Масачусетс. Површина острва износи 236 km². Према попису из 2000. на острву је живело 14901 становника.